# JWH-007
JWH-007 – organiczny związek chemiczny, syntetyczny kanabinoid zsyntetyzowany przez Johna W. Huffmana (stąd akronim JWH). W Polsce od 2011 roku jest w grupie I-N Ustawy o przeciwdziałaniu narkomanii.